# 文陈
文陈（?—?），中国五胡十六国时代匈奴铁弗部人，夏國开国皇帝赫连勃勃的弟弟，刘卫辰的儿子。
匈奴部落首领刘卫辰在登國六年（391年）派军攻击北魏，反为所败，在魏军追击途中，刘卫辰为部下所杀。天兴二年（399年），文陈和儿子若豆根投降北魏。北魏皇帝拓跋珪把一个同族的女儿嫁给文陈，任命文陈为上将军，赐奴婢数十口。

## 子
- 若豆根，袭上将军，魏明元帝时赐他姓氏为宿姓。
  - 宿沓干，若豆根子
    - 宿石，宿沓干子